# Seladerma brunneolum
Seladerma brunneolum är en stekelart som beskrevs av Huang 1991. Seladerma brunneolum ingår i släktet Seladerma och familjen puppglanssteklar. Inga underarter finns listade i Catalogue of Life.